# Autels privilégiés
 (avril 2022).

Autels privilégiés est le titre générique d'une collection d'essais de Robert de Montesquiou parue en 1898.

## Chapitres
1. Félicité (Desbordes-Valmore)
2. Le Dieu (Leconte de Lisle)
3. Pauvre Lélian (Paul Verlaine)
4. L'Aède (Frédéric Mistral)
5. Roses pensantes (comtesse de Noailles)
6. L'Apôtre (Ernest Hello)
7. Un seul Goncourt)
8. Tolstoï esthéticien
9. Le Grand Oiseau (Léonard de Vinci)
10. Le Voyant (William Blake)
11. Le Spectre (Edward Burne-Jones)
12. Un mythologue (Arnold Böcklin)
13. Vernet triplex
14. Alice et Aline (Théodore Chassériau)
15. Fashion (Constantin Guys)
16. Le Potier (Jean Carriès)
17. Les Noces d'argent de la voix d'or (Sarah Bernhardt)
18. Le Masque (Eleonora Duse)
19. Un féministe (Paul César Helleu)
20. Apollon aux lanternes (Versailles)
21. La République de Saint-Frusquin (Monte-Carlo)
22. Post-Scriptum (correspondance de Desbordes-Valmore)

## Référence
- Le Mort remontant- Robert Montesquiou-Fézensac (comte de), Émile-Paul frères, 1922, 136 pages